# 銭唐郡
銭唐郡（せんとう-ぐん、中: 錢唐郡）はかつて中国に存在した郡。南朝末期の杭州地方に置かれた。
隋が南朝の陳を平定した際に廃された。その後、大業三年（607年）に余杭郡がおかれた際にその一部となった。

## 下部行政区画
下記の4県を管轄した。
- 銭唐県
- 新城県
- 富陽県
- 於潜県